# 1997-es UNCAF-nemzetek kupája (keretek)
Ebben a listában találhatóak az 1997-es UNCAF-nemzetek kupája keretei.

## A csoport

### Costa Rica
Szövetségi kapitány:  Horacio Cordero
| Szám | Poszt | Név                      | Születési dátum (Kor) | Vál. | Klub |
| ---- | ----- | ------------------------ | --------------------- | ---- | ---- |
|      | K     | Erick Lonnis             |                       |      |      |
|      | K     | Hermidio Barrantes       |                       |      |      |
|      | V     | Austin Berry             |                       |      |      |
|      | V     | Javier Delgado           |                       |      |      |
|      | V     | Rónald González          |                       |      |      |
|      | V     | Luis Marín               |                       |      |      |
|      | V     | Hárold Wallace           |                       |      |      |
|      | V     | Mauricio Wright          |                       |      |      |
|      | KP    | Benjamín Mayorga         |                       |      |      |
|      | KP    | Wílmer López             |                       |      |      |
|      | KP    | Oscar Ramírez            |                       |      |      |
|      | KP    | Joaquín Bernardo Guillén |                       |      |      |
|      | KP    | Heriberto Quirós         |                       |      |      |
|      | KP    | Luis Diego Arnáez        |                       |      |      |
|      | CS    | Rolando Fonseca          |                       |      |      |
|      | CS    | Gérald Drummond          |                       |      |      |
|      | CS    | Norman Gómez             |                       |      |      |
|      | CS    | Allan Oviedo             |                       |      |      |

### Guatemala
Szövetségi kapitány:  Miguel Brindisi
| Szám | Poszt | Név               | Születési dátum (Kor) | Vál. | Klub                    |
| ---- | ----- | ----------------- | --------------------- | ---- | ----------------------- |
|      | K     | Edgar Estrada     | 1967. november 16.    |      | CSD Comunicaciones      |
|      | K     | Vinicio Ovando    |                       |      | CSD Municipal           |
|      | V     | Erick Miranda     |                       |      | CSD Comunicaciones      |
|      | V     | Nelson Cáceres    |                       |      | CSD Comunicaciones      |
|      | V     | Rolando Cedeño    |                       |      | Deportivo Chimaltenango |
|      | V     | Marlon Iván León  |                       |      | CSD Comunicaciones      |
|      | V     | German Ruano      |                       |      | CSD Municipal           |
|      | KP    | Julio Girón       | 1970. március 2.      |      | Aurora FC               |
|      | KP    | Martín Machón     |                       |      | Los Angeles Galaxy      |
|      | KP    | Juan Manuel Funes | 1966. május 16.       |      | CSD Comunicaciones      |
|      | V     | Víctor Gómez      |                       |      | CSD Comunicaciones      |
|      | KP    | Jorge Pérez       |                       |      | GUA                     |
|      | KP    | Jorge Rodas       |                       |      | CSD Comunicaciones      |
|      | KP    | Everaldo Valencia |                       |      | CSD Comunicaciones      |
|      | CS    | Julio Rodas       |                       |      | =CSD Comunicaciones     |
|      | CS    | Guillermo Ramírez | 1978. március 26.     |      | CSD Municipal           |
|      | CS    | Oscar Samayoa     |                       |      | GUA                     |
|      | CS    | Juan Carlos Plata | 1971. január 1.       |      | CSD Municipal           |
|      | CS    | Edwin Westphal    |                       |      | CSD Comunicaciones      |

### Nicaragua
Szövetségi kapitány:  Mauricio Cruz

## Group B

### Salvador
Szövetségi kapitány:  Milovan Djoric
| Szám | Poszt | Név                          | Születési dátum (Kor) | Vál. | Klub             |
| ---- | ----- | ---------------------------- | --------------------- | ---- | ---------------- |
|      | K     | Melvin Barrera               |                       |      |                  |
|      | V     | William Osorio               |                       |      |                  |
|      | V     | Zagas Izahado                |                       |      |                  |
|      | V     | Armando Arguetaage           |                       |      | CD Aguila        |
| 3    | V     | Leonel Cárcamo               |                       |      | Luis Angel Firpo |
|      | V     | Sergio Valencia              |                       |      |                  |
|      | KP    | Pedro Vásquez                |                       |      |                  |
|      | KP    | Carlos García                |                       |      |                  |
|      | KP    | Elias Bladimir Montes        |                       |      | Alianza FC       |
|      | CS    | William Iraheta              |                       |      |                  |
|      | CS    | Waldir Guerra                |                       |      | CD Aguila        |
|      | V     | Mario Meza                   |                       |      |                  |
|      | KP    | Elmer Burgos                 |                       |      |                  |
| 20   | V     | Wilfredo Iraheta             |                       |      | CD Aguila        |
|      | KP    | Roberto Hernández            |                       |      |                  |
|      | KP    | Luis Lazo                    |                       |      |                  |
| 6    | V     | Vladan Vicevic               |                       |      | CD Aguila        |
| 7    | CS    | William Renderos             |                       |      | CD FAS           |
|      | CS    | Erber Burgos                 |                       |      |                  |
|      | CS    | Guillermo García             |                       |      |                  |
|      | V     | José Alexander Amaya del Cid |                       |      | CD Aguila        |
|      | CS    | Jaime Reyna                  |                       |      |                  |
|      | V     | Daniel Sagastizado           |                       |      |                  |

### Honduras
Szövetségi kapitány:  Ramón Maradiaga
| Szám | Poszt | Név              | Születési dátum (Kor) | Vál. | Klub           |
| ---- | ----- | ---------------- | --------------------- | ---- | -------------- |
|      | K     | Víctor Coello    | 1974. április 10.     |      | Platense       |
|      | V     | Hernaín Arzú     |                       |      | Motagua        |
|      | V     | Fabio Ulloa      | 1976. augusztus 20.   |      | Olimpia        |
|      | V     | Ninrod Medina    | 1976. augusztus 26.   |      | Motagua        |
|      | V     | Javier Martínez  | 1971. december 6.     |      | Cobán Imperial |
|      | V     | Abel Rodríguez   |                       |      | Platense       |
|      | V     | Wilmer Peralta   |                       |      | Olimpia        |
|      | KP    | Amado Guevara    | 1976. május 2.        |      | Motagua        |
|      | KP    | Antonio Arita    |                       |      | Platense       |
|      | KP    | Mario Chirinos   |                       |      | Motagua        |
|      | KP    | Fabricio Pérez   |                       |      | Motagua        |
|      | KP    | Ramón Romero     |                       |      | Motagua        |
|      | CS    | Camilo Bonilla   |                       |      | Real España    |
|      | CS    | Milton Núñez     | 1972. november 30.    |      | Real España    |
|      | CS    | Wilmer Velásquez | 1972. április 28.     |      | Olimpia        |
|      | CS    | Eduardo Arriola  |                       |      | Olimpia        |
|      | CS    | Enrique Centeno  |                       |      | Victoria       |

### Panama
Szövetségi kapitány:  Oscar Aristizábal